# Shulan
Shulan är en stad på häradsnivå som lyder under Jilins stad på prefekturnivå i Jilin-provinsen i nordöstra Kina. Den ligger omkring 160 kilometer öster om provinshuvudstaden Changchun. 